# Полет 191 на „Делта Еър Лайнс“
Полет 191 на „Делта Еър Лайнс“ е редовен полет от международното летище „Форт Лодърдейл – Холивуд“, Форт Лодърдейл, Флорида, до международното летище „Лос Анджелис“, Лос Анджелис, с междинно кацане на международно летище „Далас/Форт Уърт“, Ървинг, Тексас, САЩ. На 2 август 1985 г. самолетът „Локхийд L-1011 ТриСтар“, който изпълнява полета, попада на микроизбухване, докато се приближава за кацане в Ървинг. Машината се удря в земята на около 1,6 км от пистата, удря кола близо до летището, сблъсква се с два резервоара за вода и се разпада. От 163 пътници на борда 137 души умират, а други 25 са ранени при катастрофата.
Националният съвет за безопасност на транспорта определя, че катастрофата е резултат от решението на екипажа да лети през гръмотевична буря, липсата на процедури или обучение за предотвратяване или избягване на микроизбухвания и липсата на информация за опасността относно „срязването“ на вятъра. Прогнозите за микроизбухвания се подобряват през следващите години, като полет 1016 на „Ю Ес Еър“ е единствената последваща катастрофа, причинена от микроизбухвания на търговски самолет с фиксирано крило в Съединените американски щати към 2024 г.
Катастрофата довежда до най-дългия авиационен процес в американската история. Съдът установява, че както правителственият персонал, така и екипажът на полета проявяват небрежност, но „Делта“ носи отговорност, защото небрежността на нейните пилоти е непосредствената причина за инцидента. Десет години след катастрофата оцелели и членове на семействата на жертвите се събират във Флорида, за да отбележат десетата годишнина от инцидента. През 2010 г., 25 години след инцидента, е поставен мемориал на международното летище „Далас/Форт Уърт“ в Грейпвайн.